# Fritz Nachmann
Fritz Nachmann (Kreuth, 16 agosto 1929) è un ex slittinista tedesco occidentale.
Dopo la riunificazione della Germania (1990), ha acquisito la cittadinanza tedesca.

## Biografia
Protagonista di una carriera molto longeva, Nachmann gareggiò sia nel singolo che nel doppio, esordendo in quest'ultima specialità insieme a Josef Strillinger, dal 1961 al 1963 prese parte alle competizioni di doppio con Max Leo e successivamente, fino al suo ritiro, fece coppia con Wolfgang Winkler.
Prese parte a due edizioni dei Giochi olimpici invernali: ad Innsbruck 1964 non riuscì a concludere la gara del singolo ed a Grenoble 1968, in quella che fu la sua ultima gara a livello internazionale, giunse diciassettesimo nel singolo e conquistò la medaglia di bronzo nel doppio.
Ai campionati mondiali ottenne una medaglia d'oro nel singolo ad Imst 1963 ed altre due d'oro nel doppio a Davos 1957 ed a Krynica-Zdrój 1958, nonché una d'argento ed una di bronzo sempre nel doppio.
Nelle rassegne continentali vinse una medaglia d'argento nel singolo a Königssee 1967.

## Palmarès

### Olimpiadi
- 1 medaglia:
  - 1 bronzo (doppio a Grenoble 1968).

### Mondiali
- 5 medaglie:
  - 3 ori (doppio a Davos 1957; doppio a Krynica-Zdrój 1958; singolo ad Imst 1963);
  - 1 argento (doppio a Krynica-Zdrój 1962);
  - 1 bronzo (doppio ad Oslo 1955).

### Europei
- 1 medaglia:
  - 1 argento (singolo a Königssee 1967).